# Friedrich Wilhelm Lüdersdorff
Friedrich Wilhelm Lüdersdorff (auch Lüdersdorf; * 29. April 1801 in Bärwalde; † 26. August 1886 in Baden-Baden) war ein deutscher Chemiker, Politiker und Gutsbesitzer. Sein offizielles botanisches Autorenkürzel lautet „Luedersd.“

## Leben
Friedrich Lüdersdorff studierte Philosophie und promovierte zum Dr. phil. Von 1827 bis 1835 war er Mitarbeiter am wissenschaftlichen Teil der Haude- und Spenerschen Zeitung. Er veröffentlichte verschiedene Arbeiten auf den Gebieten der Biologie und technischen Chemie. Unter anderem erfand er die Lüdersdorffsche Dampflampe.
Um 1832 erforschte er in Berlin Kautschuk (auch Federharz). Etwa zeitgleich wie der Amerikaner Hayward beobachtete er zuerst, dass Schwefel dem im Terpentin gelösten Kautschuk die Klebrigkeit nimmt, und legte damit den Grund für Goodyears spätere Erfindung der Vulkanisation (1839). Lüdersdorf war mit dem Regierungsbauinspektor Salomo Sachs freundschaftlich verbunden und setzte sich durch wissenschaftliche Abhandlungen für dessen Methode des Stampflehmbaus (auch Pisé-Bau genannt) ein.
Lüdersdorff war Landes-Ökonomie-Rat in Berlin und Generalsekretär des Landes-Ökonomie-Kollegiums, später Geheimer Regierungsrat. In den Jahren 1859 und 1860 war er für den Wahlkreis Potsdam 7 Mitglied des preußischen Abgeordnetenhauses.
1858 übernahm Lüdersdorff von seinem Onkel Johann Heinrich Leberecht Pistorius das Rittergut Weißensee. Er ließ 1859 das als Schloss Weißensee bekannt gewordene Gutshaus errichten und den dazugehörigen Park am Weißen See anlegen. Im Januar 1872 kaufte ihm der Hamburger Großkaufmann und Bodenspekulant Gustav Adolf Schön das Rittergut für 700.000 Taler ab.
Im Jahr 1882 wurde Lüdersdorff in den preußischen Adelsstand erhoben.
Ein Stück der in Berlin-Weißensee gelegenen Parkstraße trug in der Zeit vor 1890 als Lüdersdorffstraße seinen Namen.

## Schriften
- Das Auftrocknen der Pflanzen für’s Herbarium, und die Aufbewahrung der Pilze, nach einer Methode wodurch jenen ihre Farbe, diesen ausserdem auch ihre Gestalt erhalten wird. Haude & Spener, Berlin 1827.
- Das Wesen der Destillirkunst. Berlin 1827.
- Das Auflösen und Wiederherstellen des Federharzes, genannt Gummi elastikum zur Darstellung luft- und wasserdichter Gegenstände. Boike, Berlin 1832, S. 1–62 (google.de).
- Beschreibung des Pistoriusschen Dampfbrennapparates, nebst erläuternden Bemerkungen. 2. Auflage. Veit & Comp., Berlin 1836.
- Luedersdorff: Beschreibung des Pistoriuschen Dampfbrennapparates. Berlin 1833. Reprint: Verlag Becker, Potsdam, ISBN 978-3-941919-17-4.
- Die Fabrikation des Runkelrübenzuckers erläutert durch eine allgemeine Darstellung der Operationen. Bade, Berlin 1836.
- J. H. L. Pistorius: Praktische Anleitung zum Branntweinbrennen (Zweite Auflage, nach den neuesten Erfahrungen bearbeitet und herausgegeben vom Dr. F. Lüdersdorff). Förstner, Berlin 1841.
- Ueber die Natur der Hefe. In: Ann. Phys. Chem. (Poggendorff), 76, 1846, S. 408–411.
- Der Maisbau mit Rücksicht auf die klimatischen und Boden-Verhältnisse der Mark. Förstner, Berlin 1849
- (mit P. H. J. Wellenbergh) Erfahrungen und Untersuchungen in Betreff des Einimpfens der Lungenseuche des Rindviehes. Weigandt u. Grieben, Berlin 1853.